# توماس كوسي
توماس كوسي (بالإنجليزية: Thomas Causey) هو مهندس الصوت أمريكي، ولد في 5 ديسمبر 1949 في نيو أورلينز في الولايات المتحدة.

## وصلات خارجية
- توماس كوسي على موقع IMDb (الإنجليزية)
- توماس كوسي على موقع قاعدة بيانات الفيلم (الإنجليزية)